# Thomas Rasmussen
Thomas Rasmussen (ur. 16 kwietnia 1977 w Kopenhadze) – duński piłkarz występujący na pozycji pomocnika.